# Feste Illingen

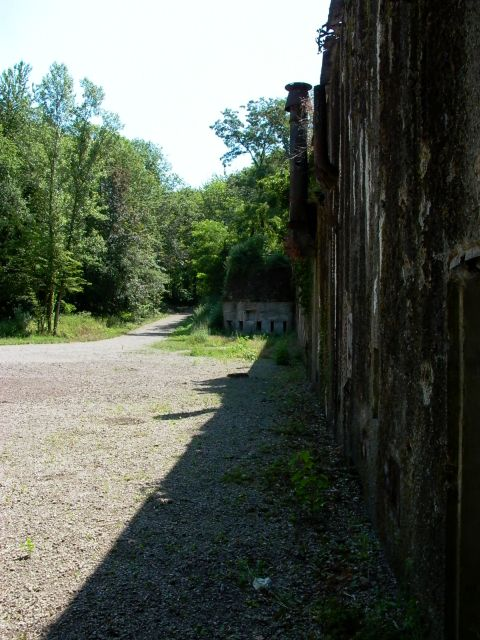

Die Feste Illingen (französisch Fort d'Illange) ist eine nach 1905 erbaute Befestigungsanlage im damals zum Deutschen Reich gehörenden Thionville (Diedenhofen) in Lothringen, Département Moselle, im Nordosten Frankreichs.

## Aufgabe
Die Feste Illingen war Bestandteil der für die Durchführung des Schlieffen-Plans sehr bedeutenden Moselstellung und übernahm dabei die Aufgabe, den Moselverlauf südlich Thionville und die Mündung der Orne zu sichern sowie ein nördliches Umgehen der Festung Metz zu verhindern.

## Planung und Errichtung
Mit Allerhöchster Kabinetts Ordre vom 23. Januar 1900 sollte nach Vollendung der Festen Obergentringen zunächst nur eine Panzerbatterie bei Illange erbaut werden. Am 18. Mai 1905 erfolgte der Baubeginn auf einer Höhe (216 m ü. NHN, direkt oberhalb des rechten Moselufers) nördlich der Gemeinde Illange. Am 21. Februar 1907 war die Anlage fertiggestellt und wurde infolge bis 1911 zur Festen für drei Kompanien Infanterie und eine Kompanie Fußartillerie ausgebaut.

## Aufbau der Anlage
Als Feste stellt Illingen einen ganz speziellen, in Deutschland entwickelten Festungstyp dar.
Die zuerst errichtete Panzerbatterie besaß vier Geschütztürme. Die eingebaute 10-cm-Kanone mit 3,2 m langem Rohr (10 cm P.T.) hatte eine Reichweite zwischen 8.500 und 10.800 m bei einer Feuergeschwindigkeit von etwa neun Schuss pro Minute.
Die in der Mitte der etwa 25 ha großen Gesamtanlage liegende Panzerbatterie war von vier Infanteriestellungen umgeben. In jeder dieser praktisch selbständigen Einheiten befand sich eine betonierte mehrstöckige Kaserne zur Unterbringung der Truppen mit entsprechenden Versorgungseinrichtungen wie Zisternen oder Sanitätsräumen. Jeweils am Gelände angepasst entstanden weiterhin mehrere Bereitschaftsräume, gepanzerte Wachtürme sowie betonierte Laufgräben. Alle wichtigen Anlagenteile waren miteinander über ein unterirdisches Gangsystem verbunden. Die Gesamtanlage umgab ein etwa 30 m breites Drahthindernis.

Nach dem verlorenen Ersten Weltkrieg ging die Anlage völlig unbeschadet in den Besitz der Franzosen über. Aufgrund ihrer Lage war sie nur bedingt für eine direkte artilleristische Unterstützung der in den 1930er-Jahren erbauten Maginot-Linie geeignet. Die französische Armee baute sie jedoch mit entsprechenden fernmelde- bzw. funktechnischen Einrichtungen zu einer wichtigen Kommandozentrale aus.

## Besatzung und Kriegseinsatz
Die Feste war ursprünglich für etwa 1200 Mann Besatzung vorgesehen. Die Kriegsbesatzung für den Ersten Weltkrieg stellte zunächst Teile des II. Bataillon des 16. Lothringischen Fußartillerie-Regiments. Als diese Einheit 1915 an die Front abkommandiert wurde, blieb nur eine kleine Wachmannschaft vor Ort. An Kampfeinsätzen war die Feste im Ersten Weltkrieg nicht beteiligt.
Auch während des Westfeldzuges 1940 kam es zu keinen Kämpfen, allerdings befand sich in der Festen die Kommandozentrale des Festungssektors Thionville der Maginot-Linie. Hier gab am 12. Juni 1940 General Poisot den höheren Offizieren des Sektors den Befehl zur Aufgabe der Maginot-Linie bekannt. Bereits einen Tag später wurden die vier Geschütze der Panzerbatterie unbrauchbar gemacht. Da sich jedoch bereits am 15. Juni die deutsche 183. Infanterie-Division von Westen näherte, war den französischen Festungsbesatzungen der Abzugsweg versperrt. Der Kommandeur des Sektors, Colonel Jean-Patrice O’Sullivan, gab daher die Feste Illingen am 16. Juni auf und verlegte seinen Befehlsstand in die sichere Artilleriewerkgruppe Metrich.
Der erste Angriff auf die Feste fand dann im Zuge der Rückeroberung Frankreichs durch die Alliierten am 14. November 1944 statt. Die Anlage war zu diesem Zeitpunkt nur noch von einer Kompanie des Infanterie-Regiments 74 der 19. Volksgrenadier-Division besetzt und stellte damit den letzten deutschen Widerstand im Raum Thionville dar. Nach einem Artilleriebeschuss durch 155-mm-Kanonen und 240-mm-Haubitzen erfolgte der Angriff durch das II. Bataillon des US-Infanterie-Regiments 377. Am Abend hatten die Amerikaner das Drahthindernis überwunden. Am nächsten Morgen wurden Stahltüren der Zugänge aufgesprengt und Sprengladungen in die Lüftungsöffnungen geworfen. Daraufhin ergab sich die deutsche Besatzung.

## Die Festung heute
Die französische Armee nutzte die Feste nach dem Krieg nur zeitweise als Übungsgelände. Die Einrichtungsgegenstände wurden weitgehend ausgebaut. 1997 ging die Anlage in den Besitz der Gemeinden Yutz und Illange über, und es wurde infolge dort eine Parkanlage errichtet. Die Festungsbauten selbst sind alle verschlossen. Hinweistafeln erklären jedoch den Aufbau der frei zugänglichen Anlage.